# 나카사토역
나카사토역(일본어: 中佐都駅)은 일본 나가노현 사쿠시에 있는 동일본 여객철도 고우미 선의 철도역이다. 단선 승강장 1면 1선의 구조를 갖춘 지상역이다.

## 이용 현황
- 2010년도 : 56명
- 2011년도 : 57명

## 역세권 정보
- 국도 제141호선

## 역사
- 1915년 8월 8일: 사쿠 철도 고모로 - 고우미 간의 개통과 동시에 나카사토 정류소로서 개업. 여객 영업만.
- 1934년 9월 1일: 사쿠 철도의 국유화에 의해, 국철 나카사토역으로 함.
- 1987년 4월 1일: 일본국유철도 분할 민영화에 의해, 동일본 여객철도가 계승.

## 인접 정차역
| 동일본 여객철도 ■ 고우미 선 | 동일본 여객철도 ■ 고우미 선 | 동일본 여객철도 ■ 고우미 선 |
| --------------------------- | --------------------------- | --------------------------- |
| 사쿠다이라 고부치자와 방면  | 고우미 선                   | 미사토 고모로 방면          |